# Queens (hrabstwo w Nowej Szkocji)
Queens – historyczne hrabstwo (geographic county) kanadyjskiej prowincji Nowa Szkocja z ośrodkiem w Liverpoolu, powstałe w 1762, współcześnie jednostka podziału statystycznego (census division). Według spisu powszechnego z 2016 obszar hrabstwa to: 2398,51 km², a zamieszkiwało wówczas ten obszar 10 351 osób.
Hrabstwo, którego nazwa odzwierciedlała lojalność wobec monarchii, zostało wydzielone 12 lipca 1762 z hrabstwa Lunenburg i do 1785 obejmowało również tereny współczesnych hrabstw Shelburne i Yarmouth.
Według spisu powszechnego z 2011 obszar hrabstwa zamieszkiwało 10 960 mieszkańców; język angielski był językiem ojczystym dla 97,9%, francuski dla 0,7% mieszkańców.